# Пирятинський районний народний краєзнавчий музей
Пирятинський районний краєзнавчий музей — районний краєзнавчий музей у місті Пирятині (райцентр Полтавської області); важливе і цікаве регіональне зібрання матеріалів, предметів і документів з історії, культури і персоналій Пирятинщини.

## Загальні дані
Пирятинський краєзнавчий музей розташований у середмісті (по вулиці Музейна, 47) в окремому приміщенні — у старому будинку цегляного стилю початку ХІХ ст. (загальна площа 160 м²). 
- розклад роботи: вихідні понеділок та середа. Остання субота місяця — санітарний день. Експозиція працює від 09:00  до 18.00, перерва від 13:00 до 14:00 (найкраще про відвідання повідомити заздалегідь).

Директор закладу - Головко Тетяна Олександрівна

## З історії музею
Пирятинський районний народний краєзнавчий музей був заснований у 1967 році. Одним із його засновників є місцевий вчитель історії А.А. Святогор (1930—2000), меморіальну дошку якому встановлено на фасаді приміщення закладу 2006 року. 
В 1969 році музею присвоєно звання «народного». 
Понад 20 років заклад не мав власного постійного приміщення, відтак декілька разів переїжджав з місця на місце: перебував і у приміщенні Будинку культури, і в місцевому Різдво-Богородицькому храмі, у результаті чого чимало експонатів було втрачено. 
У 1990 році з поверненням храму віруючим, музейний заклад переїхав у будівлю колишнього райвідділу освіти, де і функціонує дотепер. 
Протягом 3 років до кінцевого переїзду експозиція музею була повністю переоформлена, поновлено вітражі і стенди. 
У 1993 році, згідно з рішенням колегії Полтавського обласного управління культури, районному краєзнавчому музею було присвоєно статус народного.
Капітальний ремонт приміщення було здійснено у 2-й половині 2000-х років за позабюджетні кошти, зокрема посильну фінансову допомогу надали підприємства, організації та приватні підприємці міста. 
Від 1996 року заклад постійно поповнюється новими експонатами. Відтак, у 2-й половині 1990-х — у 2000-х роках експозиція Пирятинського районного народного краєзнавчого музею активно поповнювалось матеріалами про Голодомор, війну 1941—1945 років, документами 237-ї та 309-ї стрілецьких дивізій, що визволяли місто від німецько-фашистських загарбників. Зокрема, один з останніх експонатів, що надійшов до музею в березні 2007 році, — це районна газета «Українське слово», яку видавали українські націоналісти в роки окупації.
Нині в музеї створено й діє розділ з історії козацтва, де унікальні експонати відтворюють життя і побут козаків на Пирятинщині.
Основний контингент відвідувачів Пирятинського краєзнавчого музею — учні шкіл району, проводяться також індивідуальні та групові екскурсії, в тому числі для відвідувачів із-за кордону.
У квітні 2012 року на сесії Пирятинської районної ради було ухвалено рішення про перейменування народного музею та прийнято статут комунального закладу «Пирятинський районний краєзнавчий музей».
При музеї створено молодіжний пошуковий загін «Карби», клуб за інтересами «Фортуна» (керівник — вчитель місцевої школи № 4 Литвиненко Оксана Миколаївна). Діє рада музею. Заклад має власний вебсайт.

## Фонди та експозиція
Фонди Пирятинського районного краєзнавчого музею становлять близько 11 000 одиниць збереження, в тому числі основного фонду — 8000 предметів (станом на 1 січня 2013 року).
Музейна експозиція розміщена в 5 залах:
- І зал — висвітлює природні й історичні події та явища на території Пирятинщини в період від кам'яної доби до 1900 року;
- ІІ зал — тут відображено події довоєнного періоду від 1900 року до німецько-радянської війни, Голодомор 1932—33 років;
- ІІІ зал — експозиція висвітлює участь пирятинців у німецько-радянській війні;
- IV зал — оформлено виставку українського національного побуту;
- V зал — відображає події сьогодення Пирятинського краю.

Пирятинський районний народний краєзнавчий музей містить унікальні предмети минулих століть:
- оригінал листа Кошового Отамана війська Запорізького Петра Калнишевського за 1771 рік;
- Нарпрестольне Євангеліє за 1764 рік;
- Череп зубра (до н. е.);
- Пояс родини Чайковських (XVIII століття) та багато інших речей з одягу козацьких, селянських та міщанських родин.
- Обідній дубовий стіл кінця 18 ст.
- Оригінальні документи та світлини з історії розвитку освіти на Пирятинщині поч. 19, кінця 20 ст.;
- Підбірка ікон місцевих малярів 19—20 ст.;
- Колекція етнографічного циклу (рушник, одяг, взуття, предмети побуту тощо)
- Напрестольне Євангеліє кін 19 ст., (З Олександро Невської церкви м. Пирятин, що діяла при в'язниці)
- Кам'яні знаряддя праці епохи неоліту, глиняний ліпний посуд (ковш для лиття металів (лячка) періоду Скіфів)
- Наконечники стріл, фрагменти браслетів, натільні хрестики періоду Київська Русь.
- Підшивка районної газети "Вільна Праця", "Шляхом Ілліча" з 1944—1990 рік;
- Повна колекція ювілейних монет (1, 3, 5 крб) часів СРСР, колекція монет часів середньовіччя, царської Росії;
- Одяг священнослужителів (кінця XIX ст.) єпитрахиль та філонь та одяг 1930-х років, цервоний посуд, частина дарохранительниці XVIII ст.

У музейній експозиції представлено чимало козацьких предметів побуту, стародавніх знарядь праці, колекція грошей, фото й особисті речі славетних земляків, зокрема музей висвітлює життя і діяльність мистецтвознавця В. І. Григоровича, археолога і етнографа Ф. К. Вовка, письменника К. М. Герасименка, поета Д. О. Луценка, селекціонера, академіка АН СРСР В. М. Ремесла Івана Лукича Бутича та інших.